# New Star Soccer (seria)
New Star Soccer (NSS) – komputerowa gra sportowa o tematyce piłki nożnej, napisana przez Simona Reada i wydana przez New Star Games. Jest systematycznie wznawiana od 2002 roku; ostatnia jej wersja pod nazwą New Star Soccer 5 ukazała się w 2011 roku.
Zadaniem gracza w New Star Soccer jest kierowanie poczynaniami piłkarza, którego celem jest osiągnięcie jak największych sukcesów w zawodowej piłce nożnej. Aby to osiągnąć, piłkarz ten musi poprawiać swoje umiejętności i umieć je wykorzystać podczas rozgrywania meczów (w trzeciej części gry wprowadzono widok dwuwymiarowy, natomiast w czwartej części widok trójwymiarowy); dobra gra zaowocuje poparciem trenera, kolegów z drużyny oraz kibiców. Gracz może również decydować, czy być postacią medialną, co w znacznej mierze przyczyni się do pozyskania sponsorów. Musi pamiętać również o utrzymaniu dobrych stosunków w życiu prywatnym.
New Star Soccer ze względu na swoją oryginalność zdobyła w 2005 roku nagrodę portalu GameTunnel dla najlepszej gry sportowej roku, pojawiła się też na Independent Games Festival w 2007 roku.